# Unione Democratica (Italia)
L'Unione Democratica fu un movimento politico riformista di centro-sinistra fondato da Antonio Maccanico il 26 febbraio 1996 e composto in prevalenza da elementi provenienti dalla tradizione del Partito Repubblicano Italiano, del Partito Socialista Democratico Italiano, del Partito Socialista Italiano e del Partito Liberale Italiano.
Fin dalla sua fondazione, il movimento aderì alla coalizione de L'Ulivo.
Unione democratica era inizialmente una federazione di diversi movimenti, ma poco dopo la sua fondazione divenne partito unitario. Nel simbolo presentava una dicitura che sintetizzava la provenienza variegata dei suoi componenti: Liberali, Repubblicani, Socialisti.
Aderì all'Unione Democratica il gruppo di Alleanza Democratica (ex-PDS, ex-PSI, ex-PSDI), movimento laico-socialista guidato da Giorgio Benvenuto e Willer Bordon. Aderiscono al progetto di Antonio Maccanico anche diversi personaggi politici provenienti dalle file socialiste e socialdemocratiche. In un primo tempo, fu interessato al progetto dell'Unione democratica anche il Partito Repubblicano Italiano. Nel 1998 poi confluirono nel movimento alcuni esponenti del Partito Socialista, in polemica sia con i Socialisti Democratici Italiani che con la decisione di Gianni De Michelis di allearsi con il centro-destra.

## Storia

### Gli accordi federativi con il PPI

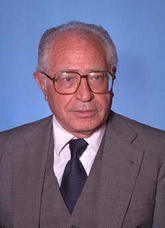
Antonio Maccanico nel 1996

Alle elezioni politiche del 1996 il gruppo si presentò nella parte maggioritaria nella coalizione di centrosinistra dell'Ulivo, guidata da Romano Prodi, mentre nella parte proporzionale presentò la lista Popolari per Prodi, assieme al Partito Popolare Italiano di Gerardo Bianco, al Partito Repubblicano Italiano e alla Südtiroler Volkspartei.
La lista ottenne in tutto 69 deputati: 62 del PPI, 5 dell'Unione Democratica (Antonio Maccanico e Rocco Maggi, cui si aggiunsero i 3 di AD Giorgio Benvenuto, Willer Bordon e Fabio Ciani) e 2 del PRI (Giorgio La Malfa e Luciana Sbarbati). Il PPI e l'Unione Democratica costituirono alla Camera il gruppo "Popolari e Democratici - L'Ulivo". Al Senato UD ottenne un seggio con Giuseppe Ayala (AD), poi passato ai Democratici di Sinistra.
Successivamente, all'inizio del 1998, Giorgio Benvenuto lasciò il gruppo per aderire al gruppo dei Democratici di Sinistra e Willer Bordon aderì invece all'Italia dei Valori di Antonio di Pietro.

### Nascita de "i Democratici"
Il 27 febbraio 1999 l'Unione Democratica sancì il proprio scioglimento e confluì da cofondatore ne I Democratici di Romano Prodi. Dei tre deputati rimasti, Maccanico e Maggi entrarono nel gruppo de I Democratici, Ciani rimase invece con il PPI.